# Strocktjärnarna
Strocktjärnarna är varandra näraliggande sjöar i Strömsunds kommun i Jämtland och ingår i Ångermanälvens huvudavrinningsområde.
- Strocktjärnarna (Frostvikens socken, Jämtland, 713506-145430), sjö i Strömsunds kommun, 64°19′06″N 14°51′37″Ö / 64.3184°N 14.8602°Ö
- Strocktjärnarna (Frostvikens socken, Jämtland, 713551-145383), sjö i Strömsunds kommun, 64°19′21″N 14°51′01″Ö / 64.3224°N 14.8504°Ö